# 1906年の相撲
1906年の相撲（1906ねんのすもう）は、1906年の相撲関係のできごとについて述べる。
1905年-1906年-1907年

## 本場所など
- 1月場所（東京相撲）[1]
  - 興行場所:本所回向院
  - 1月13日より晴天10日間興行
- 2月場所（大阪相撲）[2]
  - 興行場所:難波新川土橋西詰
  - 2月1日より晴天10日間興行
- 5月場所（東京相撲）[3]
  - 興行場所:本所回向院
  - 5月19日より晴天10日間興行
- 5月場所（大阪相撲）[4]
  - 興行場所:難波新川土橋西詰
  - 晴天10日間興行
- 9月場所（東京大阪合併相撲）[4]
  - 興行場所:難波新川土橋西詰
  - 9月1日より晴天10日間興行

## 誕生
- 1月25日 - 陸奥錦秀二郎（最高位：十両筆頭、所属：振分部屋、+ 1974年【昭和49年】）
- 2月10日 - 射水川成吉（最高位：前頭4枚目、所属：高砂部屋、+ 1945年【昭和20年】）[5]
- 3月8日 - 吉野岩畄吉（最高位：前頭5枚目、所属：出羽海部屋、+ 1954年【昭和29年】）[6]
- 3月10日 - 大八洲晃（最高位：前頭10枚目、所属：立浪部屋、+ 1975年【昭和50年】）[7]
- 4月6日 - 呉錦三郎（最高位：十両6枚目、所属：出羽海部屋、+ 1944年【昭和19年】）
- 7月1日 - 越ノ海東治郎（最高位：前頭6枚目、所属：若藤部屋、+ 1973年【昭和48年】）[8]
- 7月3日 - 國ノ濱源逸（最高位：前頭5枚目、所属：井筒部屋、+ 1986年【昭和61年】）[9]
- 7月6日 - 八剣山鐘太郎（最高位：十両11枚目、所属：高砂部屋、+ 没年不明）
- 8月17日 - 天城山猪太夫（最高位：前頭17枚目、所属：友綱部屋、+ 1997年【平成9年】）[10]
- 8月25日 - 肥州山栄（最高位：関脇、所属：出羽海部屋、+ 1980年【昭和55年】）[11]
- 9月22日 - 和歌嶌三郎（最高位：小結、所属：出羽海部屋、+ 1961年【昭和36年】）[12]

## 死去
- 6月1日 - 緑川兼吉（最高位：前頭13枚目（現役没）、所属：高砂部屋、* 1878年【明治11年】）